# Kathedrale Notre-Dame-de-Guadeloupe

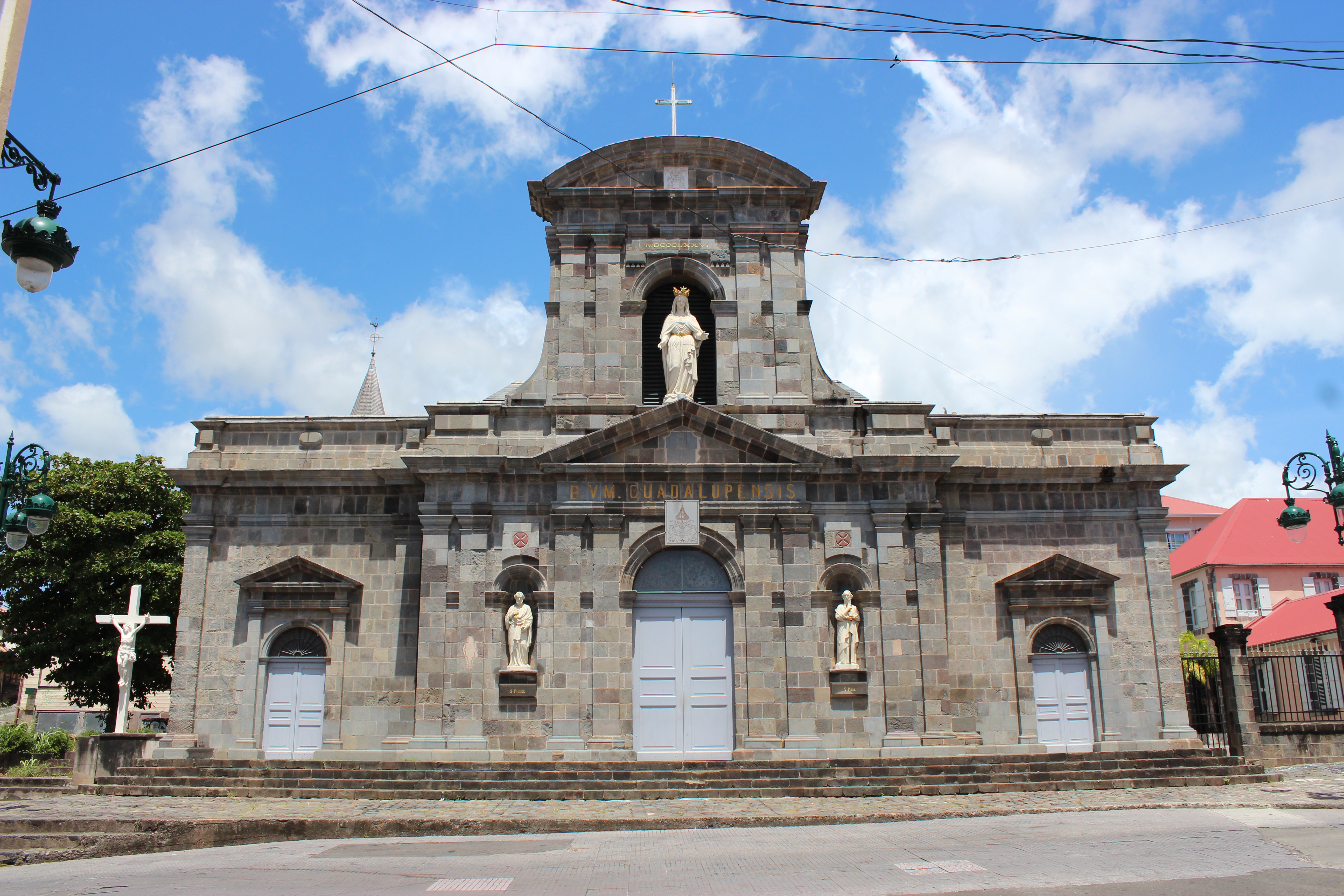
Fassade der Kathedrale

Notre-Dame-de-Guadeloupe ist die Kathedrale des 1850 errichteten Bistums Basse-Terre im französischen Überseegebiet Guadeloupe in der Karibik. Sie liegt in der Gemeinde Basse-Terre und ist Unserer Lieben Frau von Guadalupe gewidmet.

## Geschichte

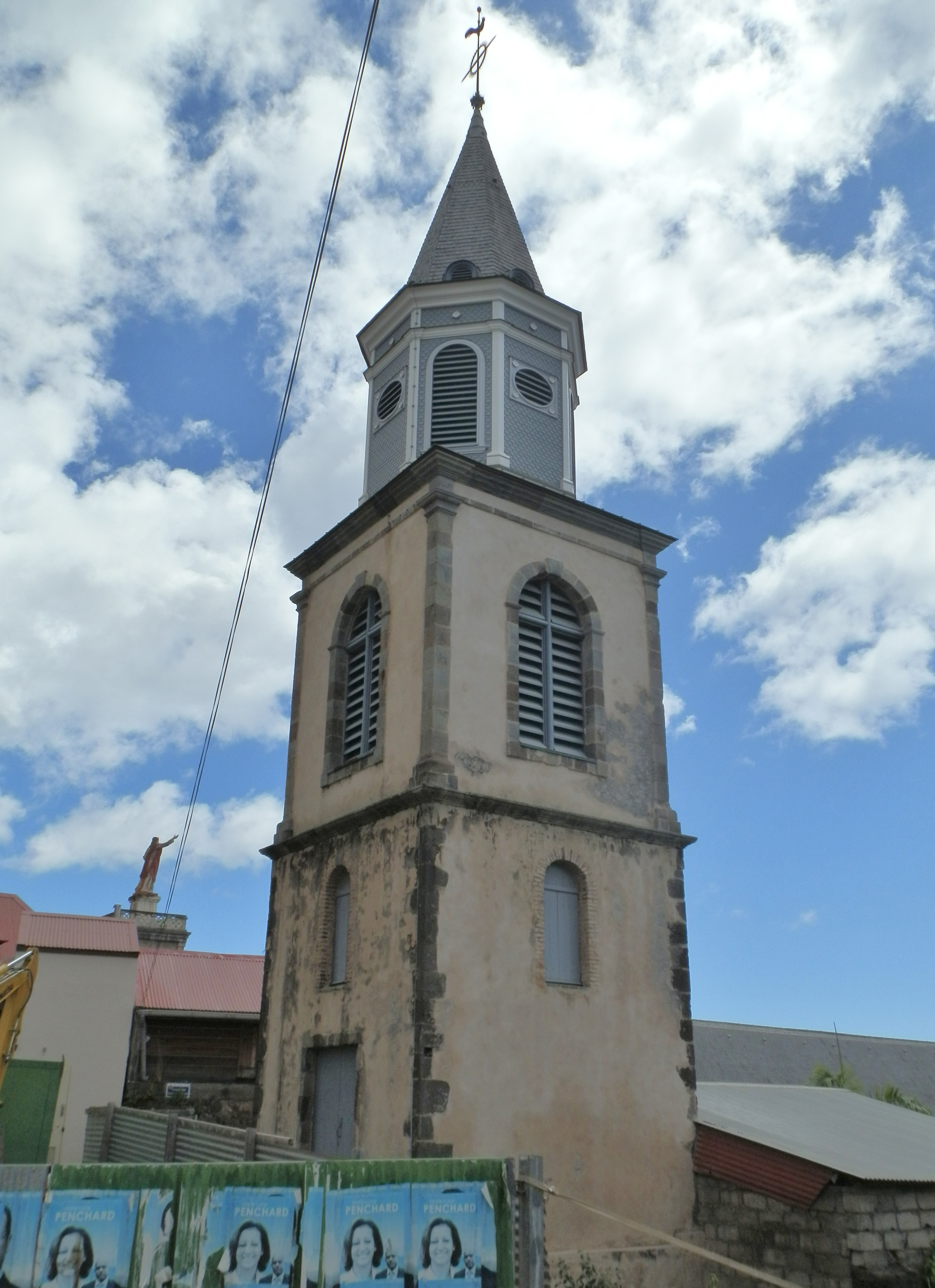
Glockenturm

Die erste Kapelle an dieser Stelle wurde 1673 von den Kapuzinerbrüdern errichtet und 1713 zur Pfarrkirche erhoben. 1730 fand ein Wiederaufbau statt. Die heutige Kirche wurde 1736 im Barockstil erbaut mit jesuitischem Einfluss. Die Fassade aus Vulkangestein ist mit Statuen von St. Peter, St. Paulus und der Jungfrau Maria geschmückt. Nach der Zerstörung durch den Wirbelsturm von 1825 fand ein Wiederaufbau in den 1830er Jahren statt. Der Glockenturm wurde 1837 gebaut und zwischen 1875 und 1889 erweitert. Auf einem quadratischen Unterteil ruht ein achteckiger Aufsatz, der mit einem Pyramidenhelm abschließt. Auf der ersten Ebene ist ein Oculus, in dem früher wahrscheinlich eine Uhr war. Auf der dritten Ebene befinden sich die Kirchenglocken in einem Glockenstuhl.
Die Kathedrale wurde durch Papst Pius IX. 1877 zu einer Basilica minor erhoben und ist seit 1975 ein Monument historique.

## Orgel
Orgelbauer Bertrand Cattiaux baute 2017–2018 eine neue Orgel für die Cathédrale Notre-Dame de Guadeloupe in Basse-Terre. Sie hat einen Umfang von 29 Registern auf drei Manualen und Pedal. Das Orgelgehäuse wurde von Laurent Anen gefertigt.